# Nikitin-Shevchenko IS-1
Il Nikitin-Shevchenko IS-1 fu un caccia monomotore monoposto a configurazione alare variabile progettato da Vasilij Vasil'evic Nikitin in collaborazione con Vladimir Vasil'evic Schyevchyenko, sviluppato in Unione Sovietica negli anni quaranta e rimasto allo stadio di prototipo.
Probabilmente è stato il più innovativo caccia monoposto a sottoporsi a test di volo alla fine degli anni Trenta; concepito come caccia polimorfo era stato pensato per sfruttare al meglio le capacità di salita di un biplano, ma poteva diventare anche un veloce monoplano.

## Storia del progetto
L'IS-1 (Istrebitel Skladnoi o caccia pieghevole) è stato ideato da Vladimir Shevchenko e progettato in collaborazione con Vasili Nikitin. L'IS-1 decollava come biplano sesquiplano, successivamente ritraeva le ruote del carrello nei vani della fusoliera e l'ala inferiore in quella superiore. Teoricamente, l'ala più bassa poteva essere estesa durante il combattimento per aumentare la manovrabilità.
L'IS-1 montava un radiale Shvetsov M-63 a nove cilindri da 1100 CV ed era un armato con quattro mitragliatrici da 7,62 mm ShKAS. Il prototipo, costruito interamente in metallo, volò per la prima volta il 6 novembre 1940, l'ala inferiore venne retratta ed estesa entro 7-10 secondi durante le prove successive. Mentre veniva affinato il modello di base per la produzione di serie, il prototipo venne ri-adattato in IS-2; solo un prototipo della versione IS-1 venne completato.

## Utilizzatori
Unione Sovietica
- Sovetskie Voenno-vozdušnye sily